# 徳山西インターチェンジ
徳山西インターチェンジ（とくやまにしインターチェンジ）は、山口県周南市戸田字佐畑にある山陽自動車道のインターチェンジである。徳山西ICと徳山東ICの間は山陽自動車道で最も1区間のトンネル数が多い連続トンネル区間である（徳山東IC参照）。新南陽地区（旧新南陽市）への最寄りインターチェンジ。

## 歴史
- 1986年（昭和61年）3月27日：徳山西IC - 防府東IC間開通に伴い、供用開始[2]。
- 1990年（平成2年）3月30日：徳山東IC - 徳山西IC間開通[2]。
- 2017年（平成29年）7月15日：国土交通省の社会実験事業として、高速道路一時退出実験の試行開始[3]（ETC2.0搭載車に限定して、当ICで流出し、隣接する道の駅ソレーネ周南に立ち寄り後、1時間以内に当ICから再流入して順方向に利用の場合、目的地まで高速道路を降りずに利用した場合と同じ料金に調整される。）。
- 2020年（令和2年）3月27日 : 高速道路一時退出実験の退出可能時間がそれまでの1時間以内から3時間以内に引き上げられる[4]。
- 2022年（令和4年）7月1日 : 高速道路一時退出実験の退出可能時間がそれまでの3時間以内から2時間以内に変更[5]。

## 周辺
- 湯野温泉
- 戸田駅（JR西日本 山陽本線）
- 道の駅ソレーネ周南
- 周南市立夜市（やじ）小学校
- 周南市立戸田（へた）小学校
- 周南市立桜田中学校
- 周南市役所 夜市支所
- 周南市役所 戸田支所

## 接続する道路
- 国道2号

## 隣
E2 山陽自動車道
(37)徳山東IC - (38)徳山西IC - 富海PA - (39)防府東IC